# Ангарафу
Ангара́фу (греч. Αγκαράθου, также Успенский монастырь Ангарафу греч. Ιερά Μονή Κοιμήσεως της Θεοτόκου Αγκαράθου) — православный мужской монастырь в Миноа-Педьяда, в номе Ираклионе на Крите в Греции.

## История
Точная дата основание монастыря неизвестна. В рукописи 1532 года, хранящийся в Маркитанской библиотеке в Венеции, монастырь упоминается как уже действующий. На северных вратах обители отмечена дата 1585, а на южных — 1583. Свою известность монастырь получил в последний период Венецианского господства, когда игуменом был Мелетий Пигас (впоследствии патриарх Александрийский).
Во времена восстаний против турецких властителей монастырь, наряду с другими соседними, был активным участником сопротивления. Знаменитый Антониос Трифицос со своим отрядом укрывался в этом монастыре.

## Настоятели

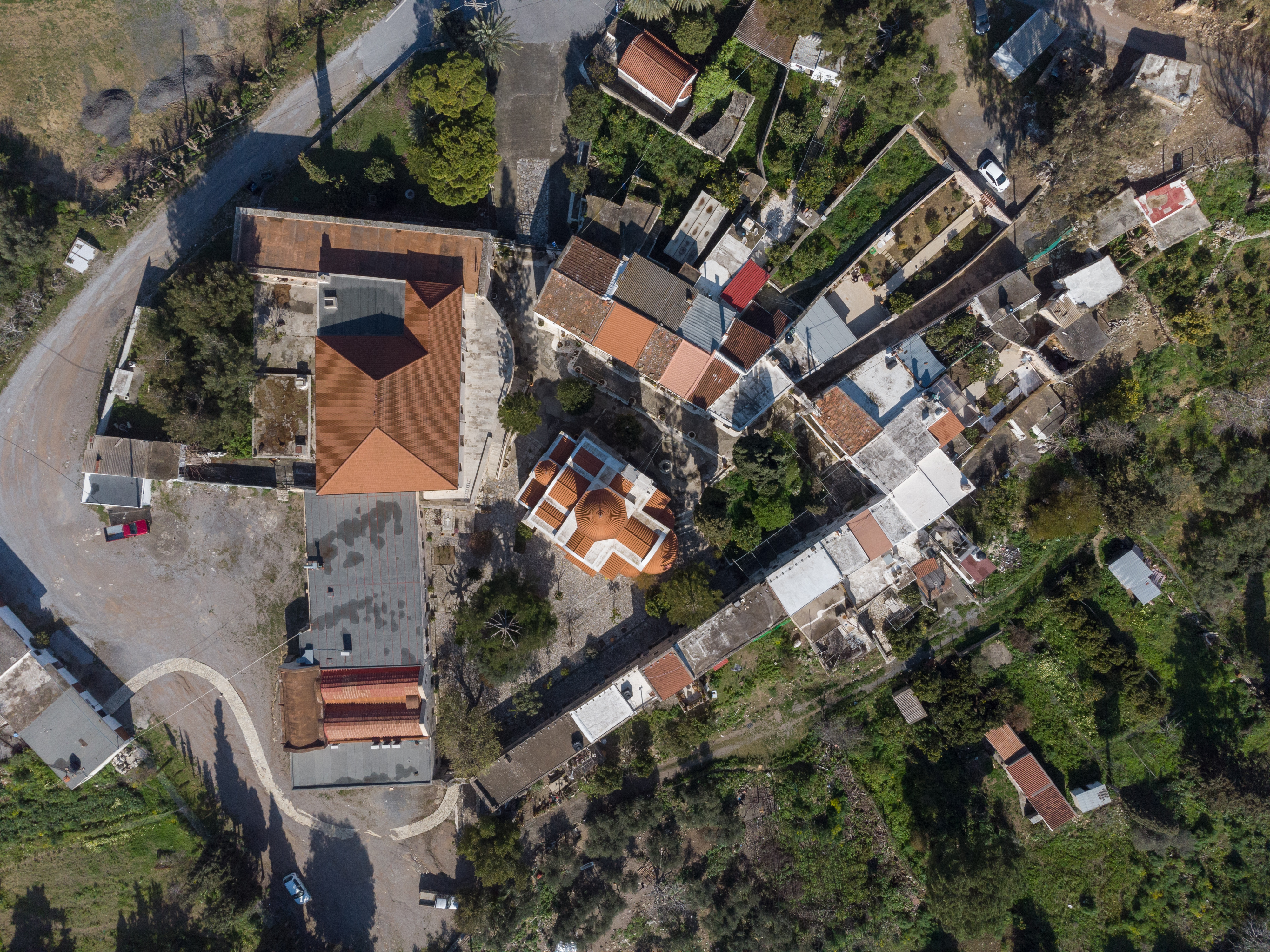

- Нифон Нотатос, иеромонах (уп. 1504)
- Мелетий Пигас (1570-е)
- Мефодий (Герогианнакис)
- Геннадий (Ставрулакис) (1990-е)
- Каллиник (Томакакис)
- Мефодий (Вернидакис) (29 октября 2001 — 21 апреля 2004)[2]
- Герасим (Марматакис) (28 июля 2004 — 8 декабря 2015)
- Евмений, архимандрит